# 後藤なぎさ
後藤 なぎさ（ごとう なぎさ、9月2日 - ）は、元大分放送のアナウンサー。大分放送退社後は、オールウェーブ・アソシエツに所属して、内川 なぎさ（うちかわ なぎさ）という名前で活動している。
夫・内川洋平は大分放送の一般職。その兄は元プロ野球選手の内川聖一であり、同じアナウンサーの長野翼(元フジテレビ)は義理の姉にあたるが、所属局の系列が違うので仕事上の直接の関わりがあったかは不明。

## 経歴
大分県大分市出身。血液型はO型。早稲田大学商学部卒業後、2005年大分放送入社。入社した年に大分市の観光キャンペーンをする大分いきいきレディーに任命される。地上デジタル放送推進大使。
2015年3月をもって大分放送を退社。

## 現在の担当番組
ラジオ
- 風は虹色（大分放送） - 2024年9月をもって降板した高嶋和代の後任として10月より木曜のパーソナリティに就任。

## 過去の担当番組
テレビ
- 今日感テレビ 中継（RKB毎日放送制作）[5]
- OBSテレビらんらん[5]
- OBSニュースラインお天気コーナー[5]
- 総力報道!OBS THE NEWSお天気コーナー[6]
- OBSイブニングニュース（月 - 金）[1]
- 絶景を走ろう（BS-TBS）[2]
- 第60回記念 別府大分毎日マラソン リポート（RKB毎日放送・大分放送制作）[7]
- 世界陸上大阪大会応援たすきキャラバン[要出典]
- OBSニュース

ラジオ
- ちょるちょるワイド（月・火）[5]
- 大分ぷるるん倶楽部[5]
- 私の作文（月〜金）[8]
- えんぴつの詩（月 - 金）[3]
- るんるん情報局（日）[8]
- ハイスクールラジオ（月）[8]
- おはなしの森[9]
- OBSラジオ図書館（土）[9]
- OBSおはなしワールド（日）[9]
- オトナ女子塾（日）[9]
- イチスタ☆（木）[1]
- OBSニュース